# Michael Campbell (Golfspieler)
Michael Campbell CNZM (* 23. Februar 1969 in Hawera, Neuseeland) alias „Cambo“, ist ein ehemaliger neuseeländischer Profigolfer.

## Privat
Michaels Eltern sind Thomas (Tom) und Marie Campbell. Er ist von Māori-Abstammung, und zwar vom Ngāti-Ruanui-Stamm (väterlicherseits) und Ngā Rauru (mütterlicherseits). Er ist seit Januar 1996 mit Julie Campbell verheiratet und hat zwei Söhne: Thomas Christopher (* 1998) und Jordan Joseph (* 2000).

## Karriere
Im Januar 1993 wechselte er ins Profilager. Den ersten Turniersieg holte er sich bereits bei seinem fünften Antreten bei einem Profi-Turnier: die Canon Challenge in Sydney entschied er mit drei Schlägen Vorsprung für sich. 1995 trat er erstmals richtig ins Rampenlicht, als er die Open Championship nach drei Runden anführte und schließlich Dritter wurde. Danach folgten mehrere Jahre mit Verletzungen und schwacher Form, bevor er Ende 1999 wieder unter den ersten Hundert der Welt zu finden war. 2005 gelang ihm der große Coup mit dem Gewinn der US Open. Er ist nach Bob Charles der zweite Neuseeländer und der erste Māori, dem es gelang, ein Major-Turnier zu gewinnen. Im Jahr 2010 geriet Campbell in eine Krise, die ihn ernsthaft überlegen ließ, seine Karriere, die fünf Jahre zuvor mit dem Sieg über Tiger Woods ihren Höhepunkt erreicht hatte, zu beenden.
Im Mai 2015 gab er seinen Rücktritt vom professionellen Turniergeschehen bekannt.

## Turniersiege
Amateur
- 1992: Australian Amateur Championship, New South Wales Amateur Championship

Challenge Tour
- 1994: Memorial Olivier Barrass, Bank Austria Open, Audi Quattro Trophy

PGA Tour of Australasia
- 1993: Canon Challenge
- 1995: Alfred Dunhill Masters
- 2000: New Zealand Open, Ericsson Masters

European Tour
- 1999: Johnnie Walker Classic (gemeinsam mit PGA Tour of Australasia)
- 2000: Heineken Classic (gemeinsam mit PGA Tour of Australasia), Linde German Masters
- 2001: Heineken Classic (gemeinsam mit PGA Tour of Australasia)
- 2002: Smurfit European Open
- 2003: Nissan Irish Open
- 2005: U.S. Open, HSBC World Match Play Championship

Major Championship fett gedruckt.

## Teilnahmen an Teambewerben
Amateur
- Eisenhower Trophy (für Neuseeland): 1992 (Sieger)

Professional
- Alfred Dunhill Cup (für Neuseeland): 1995, 2000
- World Cup (für Neuseeland): 1995, 2001, 2002, 2003
- Presidents Cup (Internationales Team): 2000, 2005

## Resultate bei Major Championships
| Turnier               | 1994 | 1995 | 1996 | 1997 | 1998 | 1999 | 2000 | 2001 | 2002 | 2003 | 2004 | 2005 | 2006 | 2007 | 2008 |
| --------------------- | ---- | ---- | ---- | ---- | ---- | ---- | ---- | ---- | ---- | ---- | ---- | ---- | ---- | ---- | ---- |
| The Masters           | DNP  | DNP  | CUT  | DNP  | DNP  | DNP  | DNP  | CUT  | CUT  | CUT  | CUT  | DNP  | CUT  | CUT  | CUT  |
| US Open               | DNP  | DNP  | T32  | DNP  | DNP  | DNP  | T12  | CUT  | CUT  | CUT  | CUT  | 1    | CUT  | T58  | CUT  |
| The Open Championship | CUT  | T3   | DQ   | DNP  | T66  | CUT  | CUT  | T23  | CUT  | T53  | T20  | T5   | T35  | T57  | T51  |
| PGA Championship      | DNP  | T17  | CUT  | DNP  | DNP  | DNP  | CUT  | CUT  | T23  | T69  | T49  | T6   | CUT  | CUT  | T42  |

| Turnier               | 2009 | 2010 | 2011 | 2012 | 2013 |
| --------------------- | ---- | ---- | ---- | ---- | ---- |
| The Masters           | CUT  | CUT  | DNP  | DNP  | DNP  |
| US Open               | CUT  | CUT  | CUT  | CUT  | CUT  |
| The Open Championship | WD   | DNP  | DNP  | DNP  | DNP  |
| PGA Championship      | CUT  | DNP  | DNP  | DNP  | DNP  |

DNP = nicht teilgenommen

CUT = Cut nicht geschafft

„T“ geteilte Platzierung

Grüner Hintergrund für Sieg

Gelber Hintergrund für Top 10.